# Perdita wasbaueri
Perdita wasbaueri är en biart som beskrevs av Timberlake 1960. Perdita wasbaueri ingår i släktet Perdita och familjen grävbin. Inga underarter finns listade i Catalogue of Life.